# 里约托尔德朗东
里约托尔德朗东（法語：Rieutort-de-Randon，法語發音：[ʁjøtɔʁ də ʁɑ̃dɔ̃]）是法国洛泽尔省的一个旧市镇，位于该省中北部，属于芒德区。2019年1月1日，里约托尔德朗东与邻近的4个市镇合并为新市镇蒙德朗东，里约托尔德朗东为新市镇行政中心。

## 地理
里约托尔德朗东（44°38'4"N, 3°28'42"E）面积62.34 平方千米，位于法国奧克西塔尼大區洛泽尔省，该省份为法国南部内陆省份，北起上盧瓦爾省和康塔爾省，西接阿韦龙省，南至加尔省，东临阿尔代什省。
与里约托尔德朗东接壤的市镇（或旧市镇、城区）包括：圣阿芒、埃斯塔布勒、阿尔藏克德朗东、勒博恩、沙斯泰勒努韦勒、芒德、塞尔维耶尔、拉尚、里贝讷、拉尚-里贝讷。
里约托尔德朗东的时区为UTC+01:00、UTC+02:00（夏令时）。

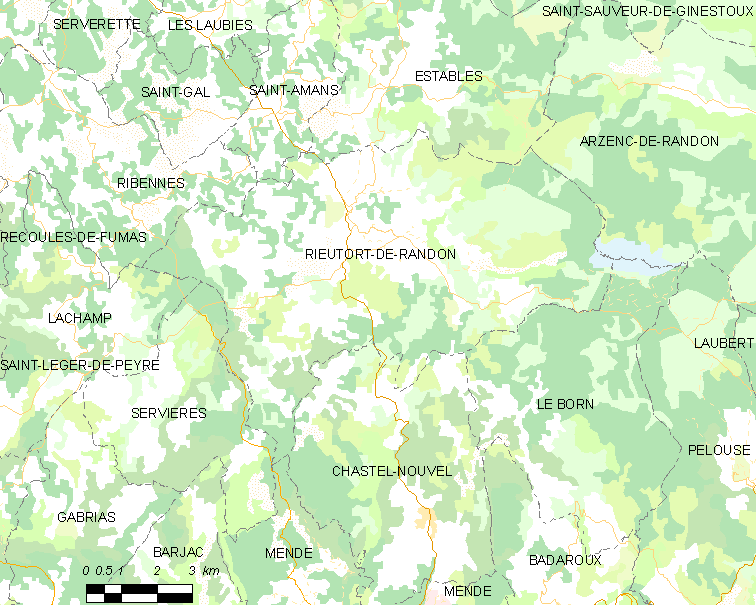
里约托尔德朗东的OSM定位图

## 行政
里约托尔德朗东的邮政编码为48700，INSEE市镇编码为48127。

## 政治
里约托尔德朗东所属的省级选区为利马尼奥勒河畔圣阿尔邦县。

## 交通
洛泽尔省省道D1线和D806线在里约托尔德朗东境内十字交汇。

## 人口

1962-2008年间里约托尔德朗东人口变化图示

里约托尔德朗东于2018年1月1日时的人口数量为772人。